# Fahrenberg (Oberpfälzer Wald)
Der Fahrenberg ist ein seit dem 13. Jahrhundert viel besuchter Wallfahrtsberg im Oberpfälzer Wald.

## Geographie
Der 801 m hohe Fahrenberg liegt östlich des Marktes Waldthurn im östlichen Teil des Landkreises Neustadt an der Waldnaab. Der weitgehend aus Gneis aufgebaute Berg nimmt eine dominante Stellung in der Umgebung ein. In der als Naturdenkmal geschützten Felsgruppe „Feneisenstein“ 300 m südöstlich des Gipfels ist für den westlichen Fahrenberg typischer verfalteter moldanubischer Biotit-Gneis aufgeschlossen. Im östlichen Bereich findet sich ein eher Glimmerschiefer-ähnlicher Gneis (Diaphthorit). Der Wald auf dem Fahrenberg wird zunehmend zu einem naturnahen Mischwald umgebaut.

## Geschichte
Bereits vor 1200 existierte eine Burganlage auf dem Fahrenberg, die um 1200 an den Templerorden überging. Ein Angehöriger dieses Ordens brachte nach der Überlieferung 1204 aus dem Heiligen Land eine Muttergottesstatue mit. Man baute an die Burg eine Kapelle, wandelte später die Burg in ein kleines Kloster um, und stellte dort das Marienbild zur Verehrung auf. Dies war der Beginn der Marienwallfahrt auf den Fahrenberg, die bis heute eine große Zahl an Gläubigen anzieht. Nach den Wirren der Hussitenstürme, der Reformationszeit mit häufigen Glaubenswechsel und Bauernaufständen und des Dreißigjährigen Krieges hatte die katholische Gegenreformation anfangs einen schweren Stand im Waldthurner Ländchen, das unter die Herrschaft des Geschlechts der Lobkowicz aus Böhmen kam. Um die daniederliegende Wallfahrt wiederzubeleben, ließen diese einen Kirchenneubau auf dem Fahrenberg errichten, der 1762 vollendet war. Nach dessen Zerstörung durch einen Brand im Jahr 1772 wurde die Wallfahrtskirche in kurzer Zeit bis zum Jahr 1779 wieder aufgebaut und entwickelte sich erneut zu einem Zentrum der Marienfrömmigkeit in der Oberpfalz, das auch zahlreiche Pilger aus dem benachbarten Böhmen anzog. Diese grenzüberspannende Funktion, unterbrochen in der Zeit des Kalten Krieges, hat seit dem Fall des Eisernen Vorhangs einen erneuten Aufschwung genommen.

## Freizeitmöglichkeiten

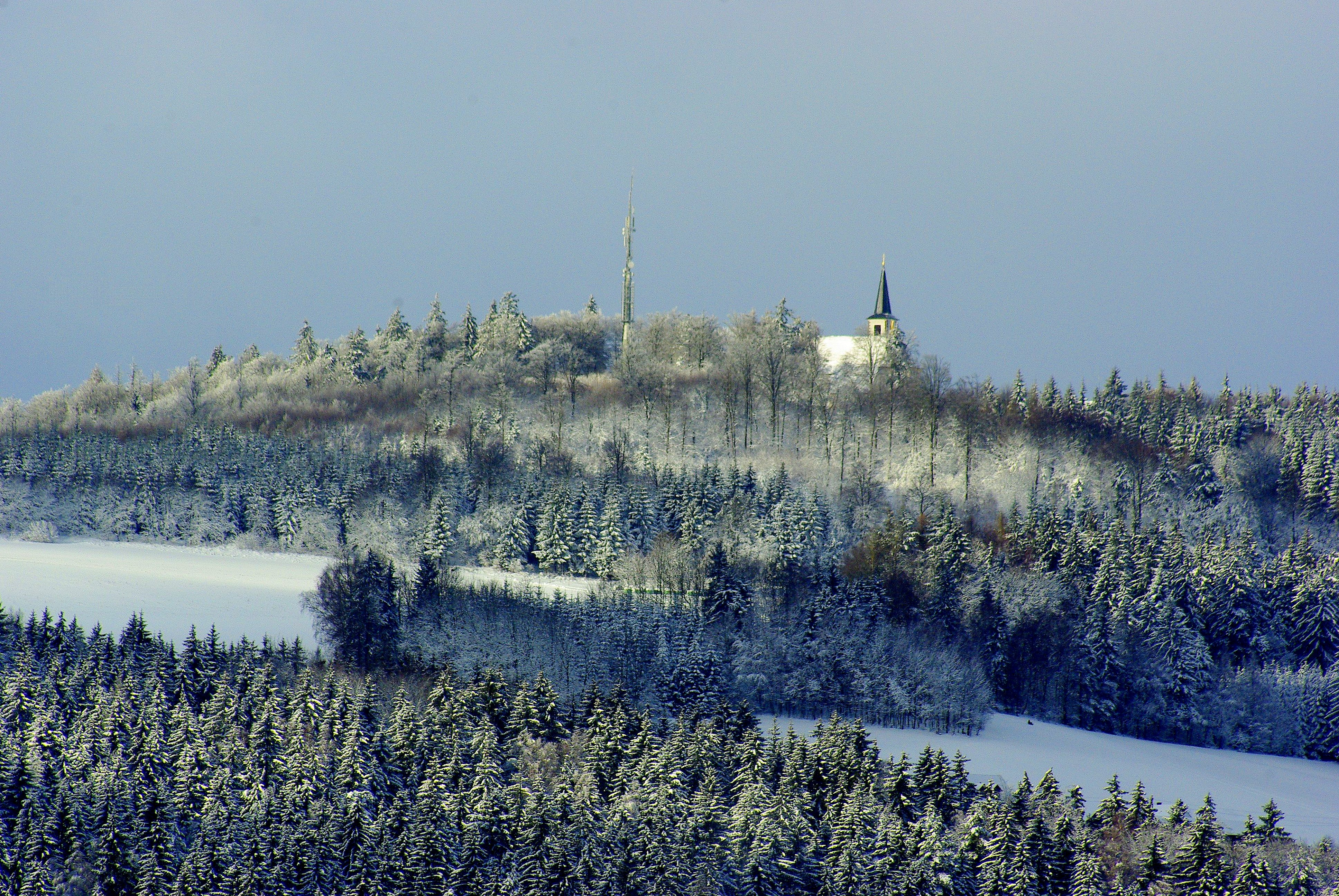
Fahrenberg im Winter

Der TV Vohenstrauß 1864 betreibt auf dem Fahrenberg ein Ski- und Snowboardzentrum mit drei Abfahrten auf einer Höhe von 661 m bis 801 m. Es kommen Schneekanonen zur Erzeugung von Kunstschnee zum Einsatz. Im Skilanglaufzentren Fahrenberg-Mitterberg stehen insgesamt 57 km gespurte Langlaufloipen zur Verfügung. Im Langlaufzentrum Fahrenberg kann auf einer 2 km langen Loipe, die auch für Skating ausgelegt ist, unter Flutlicht gelaufen werden.